# Industrie- und Handelskammer Thurgau
Die Industrie- und Handelskammer Thurgau (IHK Thurgau) ist ein Verein im Kanton Thurgau, der die Interessen der Industrie und des Gewerbes im Thurgau vertritt. Dafür führt er in wirtschaftspolitischen Fragen die kantonalen Abstimmungskampagnen und koordiniert die Aktivitäten der Parteien.
Der Verein wurde am 20. Februar 1870 in Weinfelden als Handels- und Gewerbegesellschaft des Kantons Thurgau durch Regierungsrat Johann Ludwig Sulzberger gegründet. In seiner Geschichte nannte sich der Verein auch Thurgauischer Handels- und Industrie-Verein und Thurgauischer Handels- und Gewerbeverein. Im Februar 1919 wurde der Verein reorganisiert und ein ständiges Sekretariat eingerichtet, der erste Sekretär war Carl Eder. Ausserdem wurde Weinfelden als Sitz bestimmt. 1987 wurde der Verein umbenannt in Thurgauer Industrie- und Handelskammer (TIHK), 1998 der heutige Name Industrie- und Handelskammer Thurgau angenommen.
Präsidentin der IHK Thurgau ist Nationalrätin Kris Vietze, Direktor ist Jérôme Müggler.